# Horai-Quic
Der osttimoresische Suco Horai-Quic (Horiauic, Horaikik, Horai Kiik, Horai Ki’ik) liegt im Südwesten des Verwaltungsamts Maubisse (Gemeinde Ainaro).

## Geographie
Horai-Quic befindet sich im Südwesten des Verwaltungsamtes Maubisse. Im Westen grenzt Horai-Quic an den Suco Liurai, im Norden an den Suco Maubisse und im Osten an den Suco Aituto. Im Süden liegt das Verwaltungsamt Hatu-Builico mit den Sucos Nuno-Mogue und Mulo. Einen Teil der Grenze zum Suco Maubisse bildet der Colihuno, ein Nebenfluss des Carauluns, der im Nordwesten von Horai-Quic entspringt. Im Süden und Westen steigt das Land auf eine Meereshöhe von über 2000 m. Die Überlandstraße zwischen den Städten Maubisse und Ainaro durchquert den Osten von Horai-Quic.
Horai-Quic hat eine Fläche von 10,40 km² und teilt sich in die vier Aldeias Cartolo (Kartolo), Gourema (Caurema), Hatussao (Hatusao) und Lau-Heli (Lau-Heli, Lauhili).
Im Westen von Horai-Quic liegt das Dorf Gourema, im Norden Hatussao, im Nordosten Cartolo und Lau-Heli und im Osten Erlihun und im Südosten das Dorf Hiut Lel.

## Einwohner

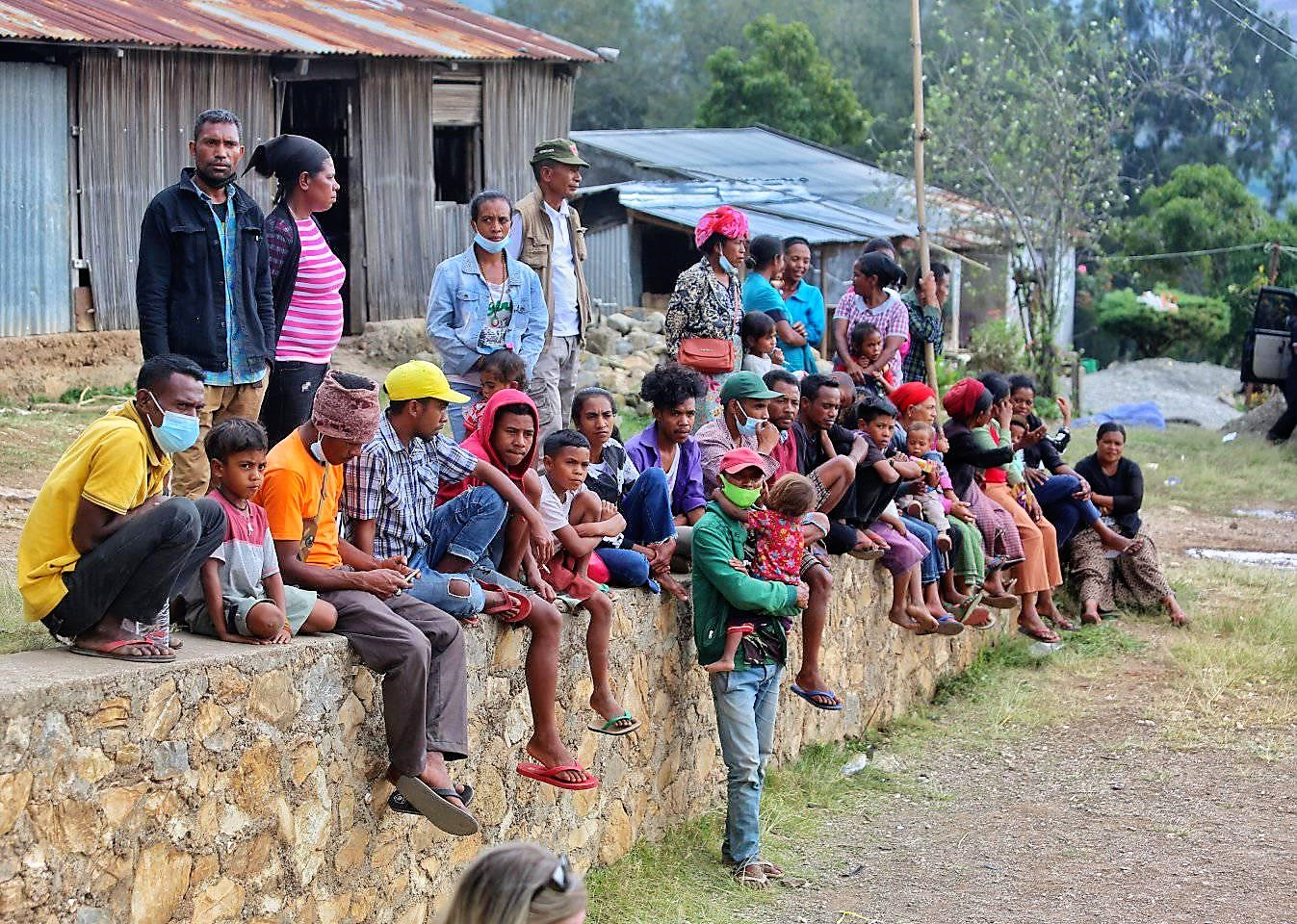
Einwohner von Horai-Quic

Im Suco leben 2.114 Menschen (2022), davon sind 1.030 Männer und 1.084 Frauen. Im Suco gibt es 376 Haushalte. Etwa 95 % der Einwohner geben Mambai als ihre Muttersprache an. Der Rest spricht Tetum Prasa.

## Politik
Bei den Wahlen von 2004/2005 wurde Domingos da Conceição Peris (Oires?) zum Chefe de Suco gewählt und 2009 in seinem Amt bestätigt. Bei den Wahlen 2016 gewann Alcino Pereira de Araújo.

## Bauwerke

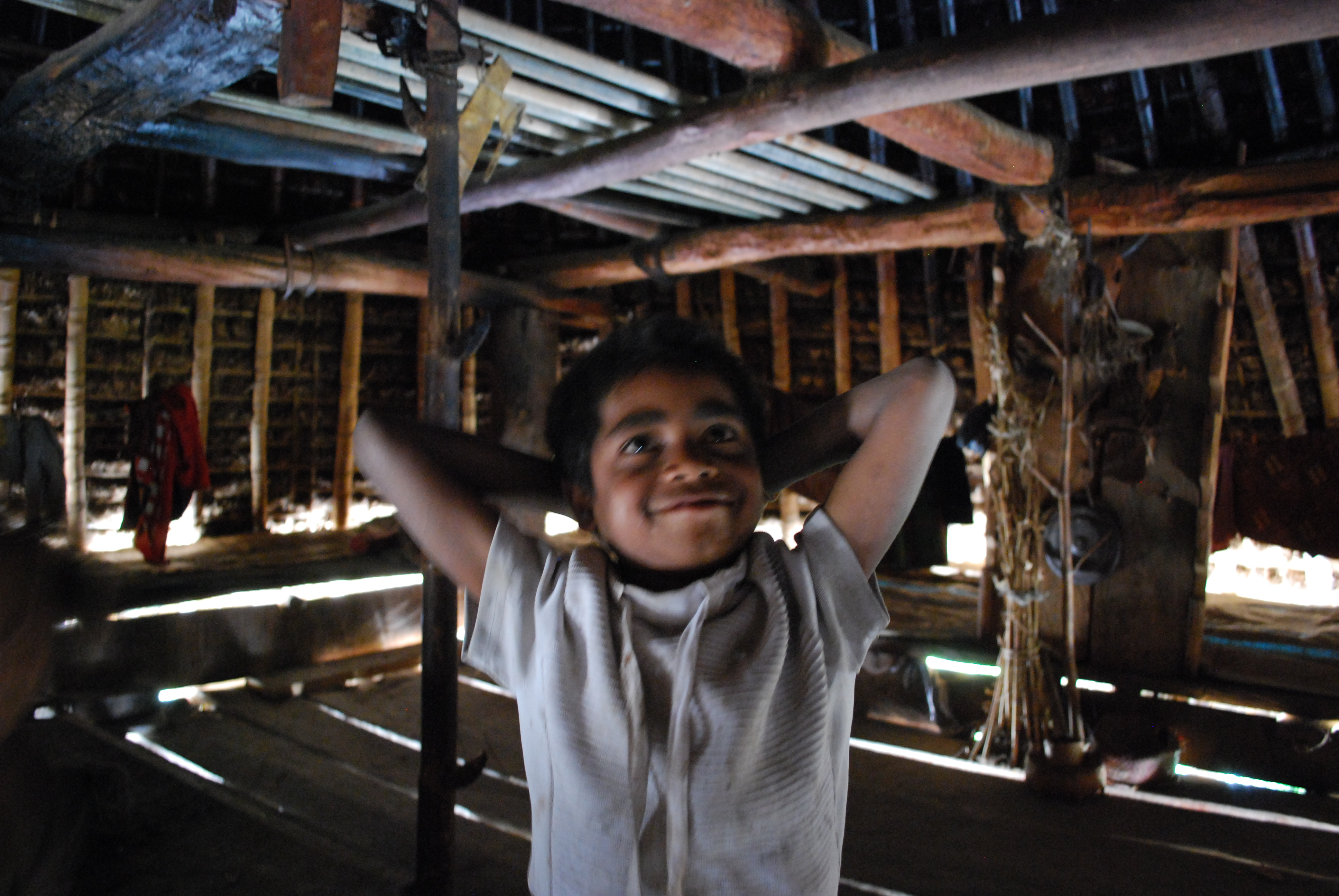
Im Heiligen Haus von Hiut Lel

In der Aldeia Lau-Heli liegt das Heilige Haus (Uma Lulik) von Hiut Lel (08° 52′ 29,1″ S, 125° 35′ 00,3″ O), ein kulturelles Zentrum der Mambai. Es befindet sich auf dem Gipfel eines Hügels, in einer kreisförmigen Steinmauer. Mit seinen Verzierungen ist das Heilige Haus besonders auffällig. Entsprechend der lokalen Tradition der Mambai ist es eine runde Hütte mit kegelförmigen, strohgedecktem Dach, im Gegensatz zu den in Osttimor sonst rechteckigen Heiligen Häusern mit dem markanten, steilen Dach.

## Persönlichkeiten
- Júlio Sarmento da Costa (1959–2024), osttimoresischer Politiker